# Sam Posey
Sam Posey (n. 26 mai 1944) este un fost un pilot de curse auto american care a evoluat în Campionatul Mondial de Formula 1 între anii 1971 și 1972.